# Devesel
Devesel – wieś w Rumunii, w okręgu Mehedinți, w gminie Devesel. W 2011 roku liczyła 1320 mieszkańców.